# Примітивний елемент скінченного поля
Примітивним елементом скінченного поля {\displaystyle GF(p^{m})} називається кожен генератор мультиплікативної групи цього поля.

## Властивості
- Якщо {\displaystyle \alpha } — примітивний елемент поля {\displaystyle GF(p^{m})}, тоді будь-який інший примітивний елемент можна отримати як степінь {\displaystyle \alpha ^{k}}, де k — ціле число взаємно просте з {\displaystyle p^{m}-1}. Тому кількість різних примітивних елементів в полі {\displaystyle GF(p^{m})} дорівнює значенню функції Ейлера {\displaystyle \varphi (p^{m}-1)}.
- Мінімальний многочлен примітивного елемента поля {\displaystyle GF(p^{m})} називається примітивним многочленом над полем {\displaystyle GF(p)}.

## Приклад
{\displaystyle 2} є примітивним елементом полів {\displaystyle GF(3)} і {\displaystyle GF(5),} але не {\displaystyle GF(7),} бо в ньому він утворює циклічну підгрупу порядку {\displaystyle 3} — {\displaystyle \{2,4,1\};} однак, {\displaystyle 3} це примітивний елемент для {\displaystyle GF(7).}